# 712 Boliviana
Boliviana (asteróide 712) é um asteróide da cintura principal com um diâmetro de 127,57 quilómetros, a 2,08965315 UA. Possui uma excentricidade de 0,1881205 e um período orbital de 1 508,21 dias (4,13 anos).
Boliviana tem uma velocidade orbital média de 18,56527691 km/s e uma inclinação de 12,78148685º.
Esse asteróide foi descoberto em 19 de Março de 1911 por Max Wolf.
Deve o seu nome a Simón Bolívar, Estadista sul-americano e figura central das guerras de independência da América Espanhola do Império Espanhol.